# Coppa Italia 1995/96
Die Coppa Italia 1995/96, den Fußball-Pokalwettbewerb für Vereinsmannschaften in Italien der Saison 1995/96, gewann der AC Florenz. Die Fiorentina traf im Finale auf Atalanta Bergamo und konnte die Coppa Italia zum fünften Mal gewinnen. Mit 1:0 und 2:0 setzte sich der AC Florenz gegen Atalanta Bergamo durch. Man wurde Nachfolger von Juventus Turin, das im Achtelfinale gegen Atalanta Bergamo ausschied.
Als italienischer Pokalsieger 1995/96 qualifizierte sich der AC Florenz für den Europapokal der Pokalsieger des folgenden Jahres.

## 1. Runde
|                      | Ergebnis        |                   |
| -------------------- | --------------- | ----------------- |
| US Avellino          | 1:0             | Fidelis Andria    |
| FC Varese            | 0:1             | US Cremonese      |
| AS Pistoiese         | 0:1             | AC Perugia        |
| AS Lucchese Libertas | 4:0             | Ancona Calcio     |
| Trapani Calcio       | 1:1 (5:6 i. E.) | AC Reggiana       |
| FC Bologna           | 2:0             | Hellas Verona     |
| Forlì FC             | 1:0             | US Foggia         |
| FC Como              | 0:1             | Pescara Calcio    |
| Reggina Calcio       | 1:2             | Chievo Verona     |
| AS Gualdo            | 0:4             | CFC Genua         |
| Cosenza Calcio       | 0:0 (5:6 i. E.) | AC Venedig        |
| US Fiorenzuola       | 2:1             | Brescia Calcio    |
| Ascoli Calcio        | 0:0 (3:1 i. E.) | Salernitana Sport |
| US Lecce             | 2:1             | AC Cesena         |
| AC Monza Brianza     | 0:2             | Calcio Padova     |
| Acireale Calcio      | 0:2             | US Palermo        |

## 2. Runde
|                      | Ergebnis        |                 |
| -------------------- | --------------- | --------------- |
| US Avellino          | 1:4             | Juventus Turin  |
| Atalanta Bergamo     | 2:2 (4:2 i. E.) | US Cremonese    |
| AC Perugia           | 0:1             | Sampdoria Genua |
| AS Lucchese Libertas | 3:4 n. V.       | Cagliari Calcio |
| AC Reggiana          | 2:0             | AS Bari         |
| FC Bologna           | 1:0             | AS Rom          |
| Forlì FC             | 1:1 (4:3 i. E.) | FC Piacenza     |
| Pescara Calcio       | 1:4             | AC Mailand      |
| Chievo Verona        | 1:1 (3:4 i. E.) | Lazio Rom       |
| Udinese Calcio       | 3:0             | CFC Genua       |
| AC Venedig           | 0:1             | Inter Mailand   |
| US Fiorenzuola       | 2:1             | Torino Calcio   |
| Ascoli Calcio        | 1:2             | AC Florenz      |
| US Lecce             | 1:0             | SSC Neapel      |
| Vicenza Calcio       | 4:2             | Calcio Padova   |
| US Palermo           | 3:0             | AC Parma        |

## Achtelfinale
|                  | Ergebnis |                 |
| ---------------- | -------- | --------------- |
| Atalanta Bergamo | 1:0      | Juventus Turin  |
| Cagliari Calcio  | 2:1      | Sampdoria Genua |
| AC Reggiana      | 0:3      | FC Bologna      |
| Forlì FC         | 0:2      | AC Mailand      |
| Udinese Calcio   | 0:1      | Lazio Rom       |
| US Fiorenzuola   | 1:2      | Inter Mailand   |
| US Lecce         | 0:5      | AC Florenz      |
| US Palermo       | 1:0      | Vicenza Calcio  |

## Viertelfinale
|                 | Gesamt          |                  | Hinspiel | Rückspiel |
| --------------- | --------------- | ---------------- | -------- | --------- |
| Cagliari Calcio | 3:4             | Atalanta Bergamo | 1:0      | 2:4       |
| FC Bologna      | 2:2 (7:6 i. E.) | AC Mailand       | 1:1      | 1:1       |
| Inter Mailand   | 2:1             | Lazio Rom        | 1:1      | 1:0       |
| AC Florenz      | 3:1             | US Palermo       | 1:0      | 2:1       |

## Halbfinale
|            | Gesamt |                  | Hinspiel | Rückspiel |
| ---------- | ------ | ---------------- | -------- | --------- |
| FC Bologna | 1:3    | Atalanta Bergamo | 1:1      | 0:2       |
| AC Florenz | 4:1    | Inter Mailand    | 3:1      | 1:0       |

## Finale

### Hinspiel
| AC Florenz                                      | AC Florenz | Atalanta Bergamo | Atalanta Bergamo |
| ----------------------------------------------- | --- | --- | ---------------- |
| AC Florenz                                      | \| Finale \| \| 2. Mai 1996 in Florenz (Stadio Artemio Franchi) \| \| Ergebnis: 1:0 (0:0) \| \| Schiedsrichter: Robert Boggi \| | \| Finale \| \| 2. Mai 1996 in Florenz (Stadio Artemio Franchi) \| \| Ergebnis: 1:0 (0:0) \| \| Schiedsrichter: Robert Boggi \| | Atalanta Bergamo |
| AC Florenz                                      | Francesco Toldo – Daniele Carnasciali, Pasquale Padalino, Andrea Sottil (85. Emiliano Bigica), Lorenzo Amoruso – Giovanni Piacentini, Rui Costa, Stefan Schwarz, Massimo Orlando (46. Giacomo Banchelli) – Anselmo Robbiati, Gabriel Batistuta Cheftrainer: Claudio Ranieri | Fabrizio Ferron – Cristiano Pavone (79. Stefano Salvatori), Paolo Montero, Mauro Valentini, Antonio Paganin – José Óscar Herrera, Valter Bonacina, Daniele Fortunato, Fabio Gallo (79. Marco Sgrò), Domenico Morfeo – Sandro Tovalieri (84. Federico Pisani) Cheftrainer: Emiliano Mondonico | Atalanta Bergamo |
| AC Florenz                                      | 1:0 Gabriel Batistuta (51.) | | Atalanta Bergamo |
| Finale                                          | | |                  |
| 2. Mai 1996 in Florenz (Stadio Artemio Franchi) | | |                  |
| Ergebnis: 1:0 (0:0)                             | | |                  |
| Schiedsrichter: Robert Boggi                    | | |                  |

### Rückspiel
| Atalanta Bergamo                                         | Atalanta Bergamo | AC Florenz | AC Florenz |
| -------------------------------------------------------- | --- | --- | ---------- |
| Atalanta Bergamo                                         | \| Finale \| \| 18. Mai 1996 in Bergamo (Stadio Atleti Azzurri d’Italia) \| \| Ergebnis: 0:2 (0:0) \| \| Schiedsrichter: Pierluigi Pairetto \| | \| Finale \| \| 18. Mai 1996 in Bergamo (Stadio Atleti Azzurri d’Italia) \| \| Ergebnis: 0:2 (0:0) \| \| Schiedsrichter: Pierluigi Pairetto \| | AC Florenz |
| Atalanta Bergamo                                         | Fabrizio Ferron – Cristiano Pavone (59. Gianluca Temelin), Paolo Montero, Mauro Valentini, Antonio Paganin (49. Franco Rotella) – José Óscar Herrera, Valter Bonacina, Daniele Fortunato, Fabio Gallo (67. Stefano Salvatori), Domenico Morfeo – Sandro Tovalieri Cheftrainer: Emiliano Mondonico | Francesco Toldo (89. Gianmatteo Mareggini) – Daniele Carnasciali, Pasquale Padalino, Alberto Malusci, Lorenzo Amoruso – Giovanni Piacentini, Rui Costa, Emiliano Bigica, Sandro Cois – Francesco Flachi (63. Anselmo Robbiati, 88. Massimo Orlando), Gabriel Batistuta Cheftrainer: Claudio Ranieri | AC Florenz |
| Atalanta Bergamo                                         | 0:1 Lorenzo Amoruso (48.) 0:2 Gabriel Batistuta (60.) | | AC Florenz |
| Finale                                                   | | |            |
| 18. Mai 1996 in Bergamo (Stadio Atleti Azzurri d’Italia) | | |            |
| Ergebnis: 0:2 (0:0)                                      | | |            |
| Schiedsrichter: Pierluigi Pairetto                       | | |            |